# Ivana Malobabić
Ivana Malobabić (1980), née Poljak, is een Kroatisch professioneel tafeltennisster. Zij speelt verdedigend, rechtshandig met de shakehandgreep.